# 琳達 (加利福尼亞州)
琳達（英語：Linda）是位於美國加利福尼亞州尤巴縣的一個人口普查指定地區。

## 地理
琳達的座標為39°07′40″N 121°33′03″W / 39.12778°N 121.55083°W，而該地最高點為海拔高度21米（即69英尺）。

## 人口
根據2010年美國人口普查的數據，琳達的面積為22.134平方千米，當中陸地面積為22.134平方千米，而水域面積為0.000平方千米。當地共有人口17773人，而人口密度為每平方千米802人。